# 香川県道160号高松港栗林公園線
香川県道160号高松港栗林公園線（かがわけんどう160ごう たかまつこうりつりんこうえんせん）は、香川県高松市を通る一般県道である。

## 概要
高松港の一部である東浜港と特別名勝「栗林公園」を結ぶ県道である。ただし、JR栗林駅から第一高校までは新道として市道桜町3号線が平行して整備されており、歩道なし1車線の当道路に対して市道は歩道付き2車線であるため、その区間中の当県道は交通量も少なく、市道の裏道にあたる生活道路となっている。
起点部分の東浜港はその後大幅に港域を広げた高松港の原点であり路線名はその名残りであるが、港湾整備が進んだ現在では東浜港を発着する定期便は存在せず、主に漁船などの停泊に利用されている。
片原町商店街交点より国道11号塩屋町交差点まで志度街道の、同じく片原町交点より高松琴平電気鉄道志度線瓦町駅踏切手前まで長尾街道の旧街道筋であるが、県道の整備に伴い現在では、これら街道としては扱われていない。

### 路線データ
- 本線（Google マップ）
- 起点：香川県高松市城東町二丁目[1]（東浜港、香川県道159号高松港線起点）
- 終点：香川県高松市栗林町二丁目（栗林町交差点、香川県道280号高松香川線・高松市道丸亀町栗林線交点）
- 総延長：3.248 km

## 路線状況

### 重複区間
- 香川県道159号高松港線（高松市城東町二丁目（起点） - 高松市通町）
- 香川県道163号栗林停車場今里線（高松市桜町一丁目 - 高松市桜町二丁目）

## 地理

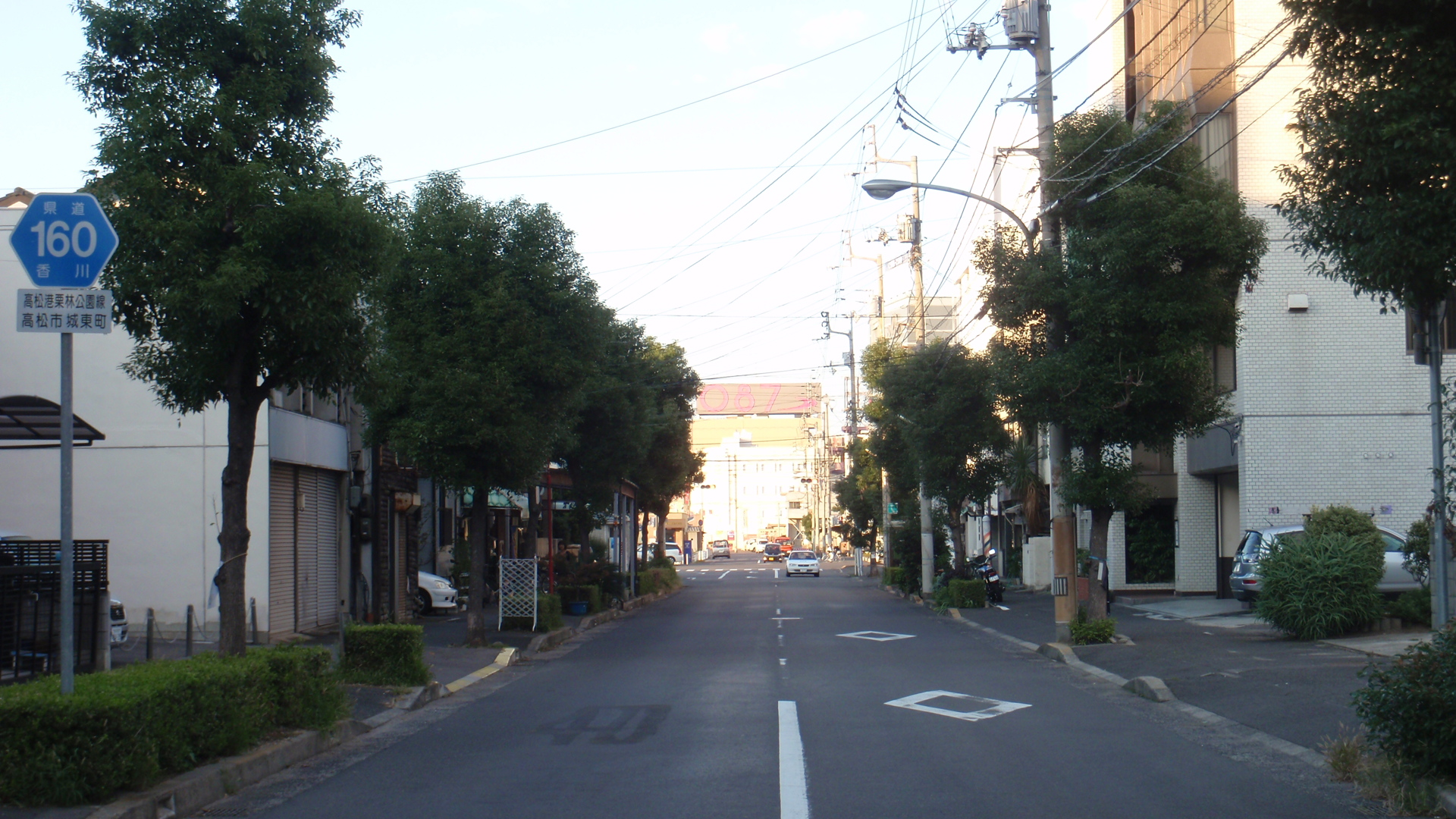
城東町一丁目付近

### 通過する自治体
- 香川県
  - 高松市

### 交差する道路
| 交差する道路                                            | 交差する場所 | 交差する場所        |
| ------------------------------------------------------- | ------------ | ------------------- |
| 香川県道159号高松港線 重複区間起点                      | 城東町二丁目 | 起点                |
| 香川県道159号高松港線 重複区間終点                      | 通町         |                     |
| 国道11号 / 高松北バイパス                               | 塩屋町       | 塩屋町交差点        |
| 香川県道43号中徳三谷高松線 香川県道155号牟礼中新線 重複 | 観光通二丁目 |                     |
| 香川県道163号栗林停車場今里線 重複区間起点              | 桜町二丁目   |                     |
| 香川県道163号栗林停車場今里線 重複区間終点              | 桜町二丁目   |                     |
| 香川県道280号高松香川線 高松市道丸亀町栗林線            | 栗林町一丁目 | 栗林町交差点 / 終点 |

### 交差する鉄道
香川県道で唯一、高松琴平電気鉄道の現有3路線すべてと交差している。
- 高松琴平電気鉄道志度線
- 高松琴平電気鉄道長尾線
- 高徳線 - 本路線のみ高架での交差となっている。
- 高松琴平電気鉄道琴平線

### 沿線
- 高松琴平電気鉄道琴平線・高松琴平電気鉄道志度線・高松琴平電気鉄道長尾線 瓦町駅
- 高松少年鑑別所
- JR四国高徳線 栗林駅
- 高松第一高等学校
- 高松琴平電気鉄道琴平線 栗林公園駅
- 高松琴平電気鉄道本社
- 地域医療機能推進機構りつりん病院